# 데도리강

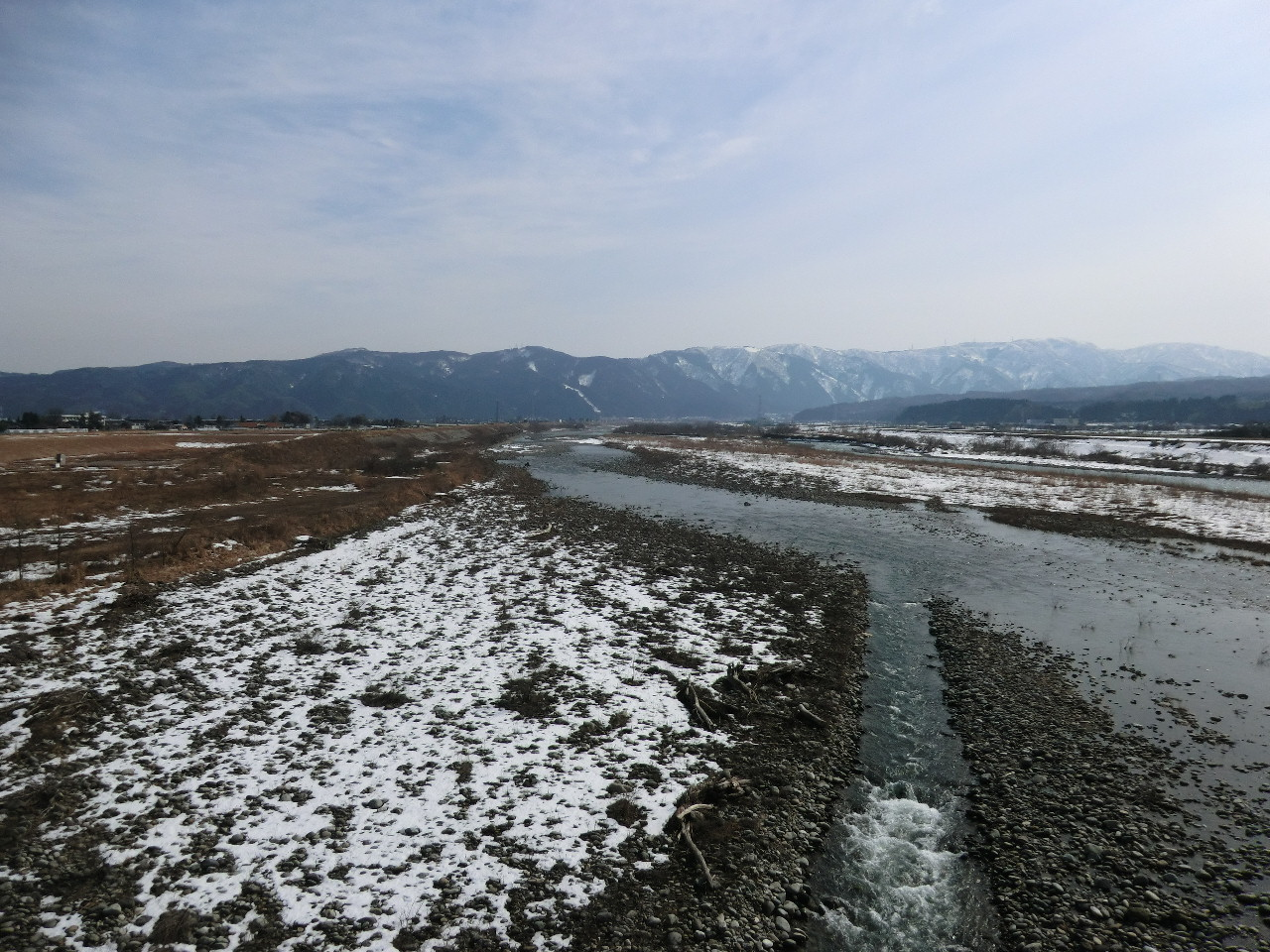
데도리강

데도리강(일본어: 手取川)은 일본 이시카와현을 흐르는 강이다.

## 같이 보기
- 데도리강 전투
- 데도리 층군